# Dipcadi maharashtrense
Dipcadi maharashtrense är en sparrisväxtart som beskrevs av Debendra Bijoy Deb och Syamali Dasgupta. Dipcadi maharashtrense ingår i släktet Dipcadi och familjen sparrisväxter. Inga underarter finns listade i Catalogue of Life.